# Ca' Vendramin Calergi

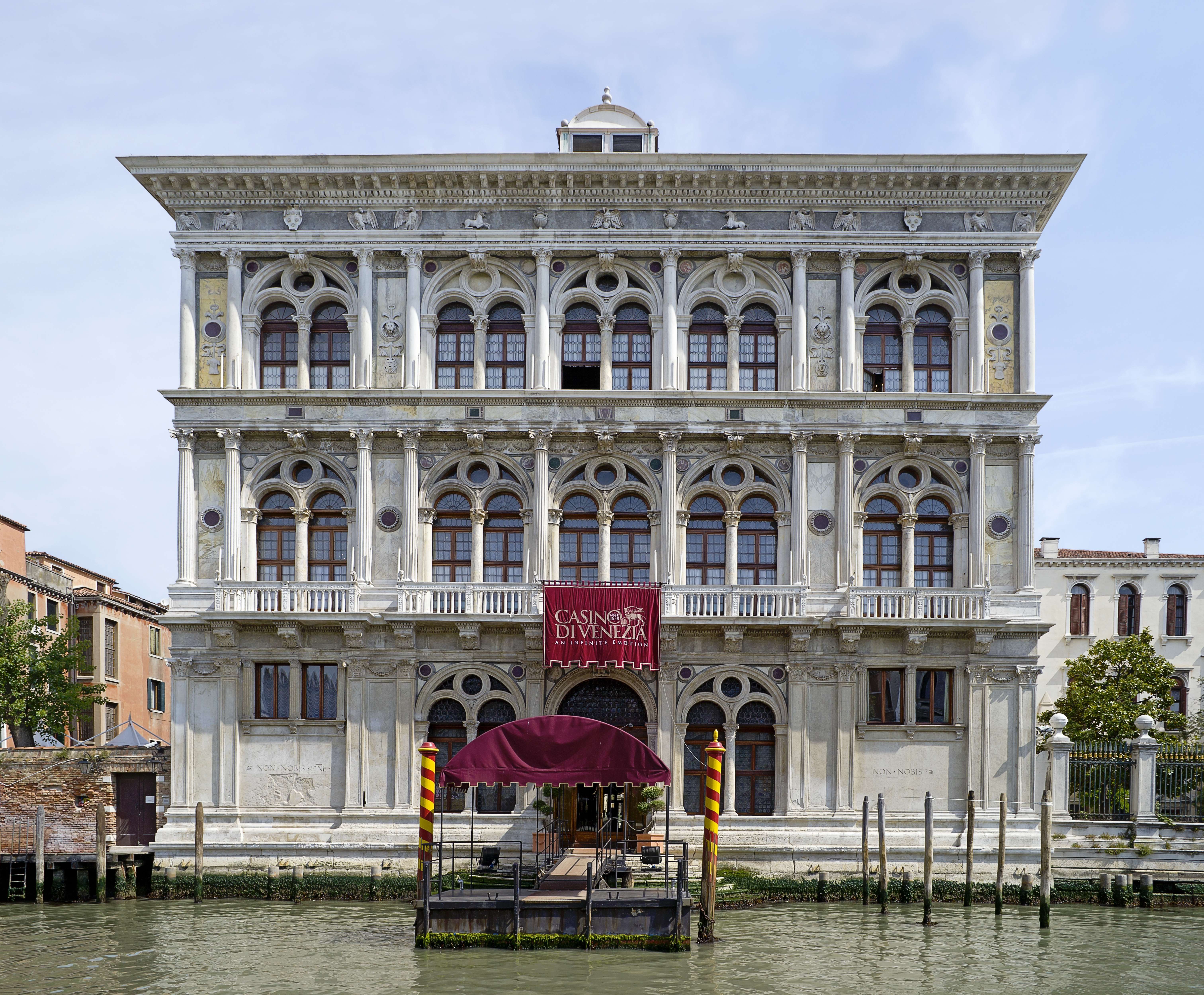
Ca' Vendramin Calergi

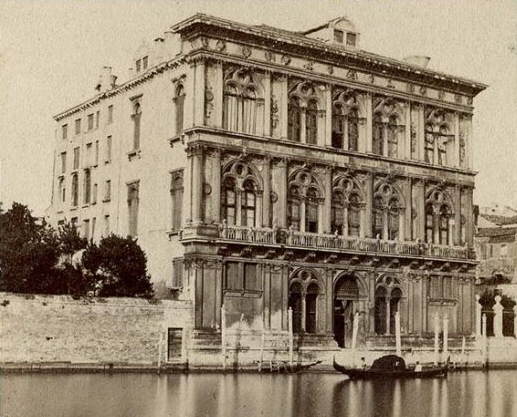
Ca' Vendramin Calergi 1870, foto: Carlo Naya.

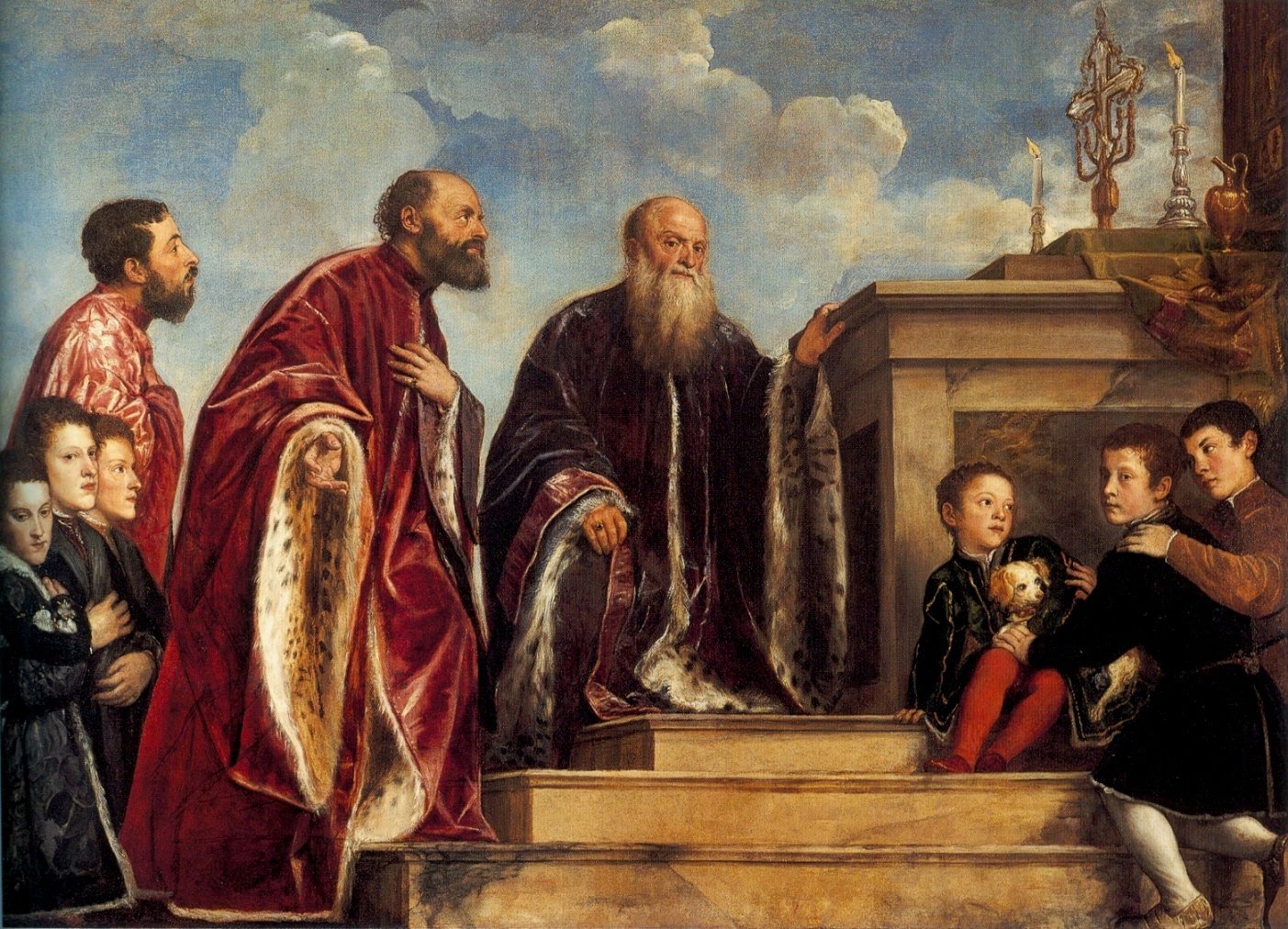
Porträtt av familjen Vendramin (1543-1547), målning av Tizian.

Ca' Vendramin Calergi är ett palats vid Canal Grande i Venedig, Italien. Palatset kallas också vid andra namn: Palazzo Vendramin Calergi, Palazzo Loredan Vendramin Calergi, och Palazzo Loredan Griman Calergi Vendramin. Den arkitektoniskt utmärkande byggnaden har genom historien varit bostad åt flera prominenta personer; bland annat dog kompositören Richard Wagner här.
Numera ligger Venedigs Kasino, Casinò di Venezia och Wagnermuseet, Museo Wagner i palatset.

## Historia
Ca' Vendramin Calergi ritades under slutet av 1400-talet av arkitekten Mauro Codussi, född 1440 och död 1504, som också ritade San Zaccaria och andra kända kyrkor och privata hem i Venedig. Bygget påbörjades 1481 och avslutades efter Codussis död av Pietro Lombardos ateljé 1509. Tiden det tog att uppföra palatset, 28 år, var med de resurser man hade vid den tiden normal. En av grundstenarna har en inskription från tiden som också är ett smeknamn på palatset, "Non Nobis Domine", ("Icke åt oss, o Herre"), från Psalm 113:9 i Psaltaren.
Palatset ligger i stadsdelen (sestiere) Cannaregio vid Canal Grande med ingång direkt från kanalen där gondoler och båttaxi kan lägga till. Det är en rymlig trevåningsbyggnad i renässansstil med en utstuderat vacker fasad. Kolonner i klassisk stil markerar de olika våningsplanen mot kanalen. Fem dörrpar av franska fönster mot en mot kanalen längsgående balkong finns på de två övre planen där varje dörrpar delas av en pelare med bågar som avslutas i ett trefoilfönster. Interiören präglades av rikliga målningar, skulpturer och detaljer, där barockmästaren Mattia Bortoloni dekorerade flera tak i rummen. I dag finns bara en del av denna interiör bevarad.
Den venetianske konstälskaren Andrea Loredan lät uppföra palatset med medel från släktingen, dogen Leonardo Loredan. Familjen Loredan kom i ekonomiska svårigheter och blev tvungna att sälja palatset 1581 för 50 000 dukater till Julius, hertigen av Braunschweig-Lüneburg som ofta vistades i Venedig. Han sålde ganska snart palatset till Vilhelm Gonzaga, markisen av Mantua som i sin tur senare sålde palatset till en venetiansk adelsman Vittore Calergi, bördig från Heraklion på Kreta. Calergi lät 1614 bygga till en flygel, ritad av arkitekten Vincenzo Scamozzi, med fönster mot en inbyggd gård. 1739 ärvdes palatset genom ingifte och övergick i familjen Vendramins ägo i över etthundra år. 
Den siste i släkten Vendramin sålde palatset 1844 till prinsessan Carolina Ferdinanda av Bourbon-Bägge Sicilierna, hertiginna av Berry och hennes man i andra giftet, Ettore Carlo Lucchesi-Palli, hertig della Grazia. I röran som föregick Italiens enande tvingades de sälja palatset till prinsessans barnbarn prins Enrico, greven av Bardi, och många av palatsets skatter auktionerades ut i Paris. Greven och hans hustru infantan Adelgundes av Guimarães bodde i palatset och hade ofta berömda gäster i sitt hem. Den siste av Graziasläkten sålde palatset 1937 till Giovanni Volpi, greven av Misurata som byggde om rummen till ett center för "elektriska och elektromagnetiska fenomen". Staden Venedig köpte Ca' Vendramin Calergi 1946 och förvandlade palatset till ett kasino, (Casinò di Venezia) som öppnade 1959.

## Wagnermuseet

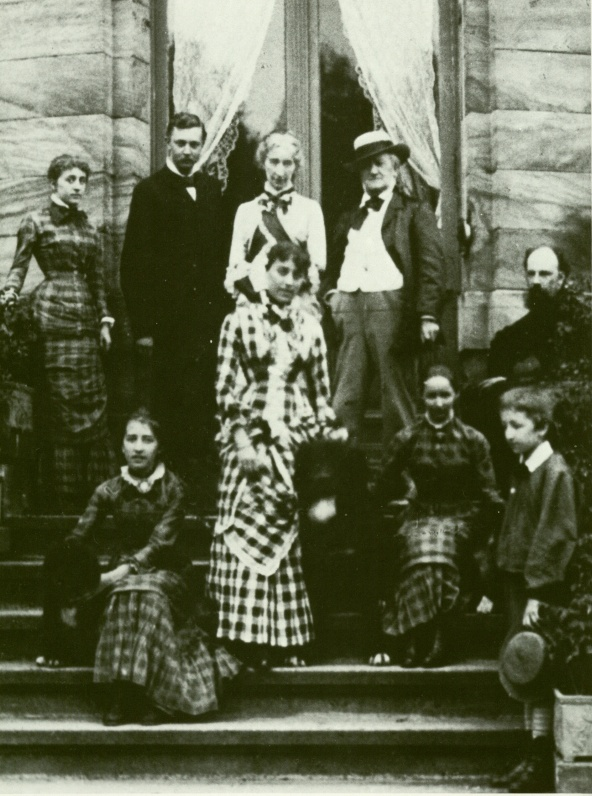
Richard Wagner med familj 1881.

Den tyske kompositören Richard Wagner bodde i Venedig i sex omgångar från 1858 till sin död. Sista gången han var i Venedig, inte långt efter premiären av Parsifal vid andra Bayreuthfestspelen, hyrde han paradvåningen i Ca' Vendramin Calergi av prins Enrico och han anlände den 16 september 1882 med sin familj och tjänarstab. Efter en vinter i Venedig dog Wagner i en hjärtattack i palatset den 13 februari 1883 under sitt sjuttionde levnadsår. En minnesplakett sattes upp vid palatset med en inskription av den italienske poeten Gabriele d'Annunzio som lyder:
| ”                      | In questo palagio / l'ultimo spiro di Riccardo Wagner / odono le anime perpetuarsi come la marea / che lambe i marmi | „ |
| – Gabriele d'Annunzio, | |   |

Ungefärlig översättning: "I detta palats hör andarna Richard Wagners sista andetag, förevigat likt tidvattnet som slickar marmorn härunder"
Wagnermuseet öppnade sina portar i palatset i februari 1995. Det innehåller Josef Lienharts samlingar av sällsynta dokument, notskrifter, brev, målningar och inspelningar med mera, den största privata Wagnersamlingen utanför Bayreuth. Museet är öppet för allmänheten på lördagsmorgnar enligt överenskommelse.
Associazione Richard Wagner di Venezia förestår museet och Richard Wagners forskningscenter, Centro Europeo di Studi e Richerche Richard Wagner - C.E.S.R.R.W.. På museet hålls också utställningar, konferenser och konserter. Skrifter om Wagners liv och verk ges också ut av centret.